# ميشيل ليزلي
ميشيل ليزلي (بالإنجليزية: Michelle Leslie)‏ هي عارضة أسترالية، ولدت في 13 أبريل 1981 في أديلايد في أستراليا.

## وصلات خارجية
- ميشيل ليزلي على موقع إن إن دي بي (الإنجليزية)